# Pseudasphondylia rokuharensis
Pseudasphondylia rokuharensis är en tvåvingeart som beskrevs av Monzen 1955. Pseudasphondylia rokuharensis ingår i släktet Pseudasphondylia och familjen gallmyggor. Inga underarter finns listade i Catalogue of Life.